# Mariko Shinoda
Mariko Shinoda (篠田 麻里子) é uma cantora, atriz, modelo e ex-integrante do grupo japonês AKB48, onde era capitã do Team A após a graduação de Atsuko Maeda.

## Carreira
Em outubro de 2005, Shinoda não foi aprovada numa audição para ser um dos membros fundadores do AKB48. Ela começou a trabalhar em um café no Akihabara 48 Theater (atualmente conhecido como o "Teatro AKB48") como funcionária. Embora não fosse um membro da AKB48, ela ganhou um concurso de popularidade votado pelos fãs que visitavam o teatro. Ouvindo isso, Yasushi Akimoto, produtor geral da AKB48, lhe deu permissão condicional para juntar a AKB48 se ela conseguisse lembrar e executar todas as 12 canções e coreografias realizadas no teatro em 4 dias. Neste interim ela não fez nada além de praticar fazendo sua estreia em 22 de janeiro de 2006. Ela faz parte do grupo "Senbatsu" na maioria dos singles lançados desde o primeiro do grupo, "Aitakatta".
A partir de 30 de março de 2011, ela começou a apresentar um programa com seu próprio nome, Mariko-sama no Oriko-sama (麻里子 様 の お りこう さま) na NHK.  Ela também aparece individualmente em comerciais de televisão e foi citada como a "rainha dos comerciais de TV" (CM Joō) para 2012 por ter mais contratos (um total de vinte) com empresas para aparecer em seus anúncios do que qualquer outra mulher (empatada com sua companheira de AKB48, Tomomi Itano).
Em 2013, Shinoda lançou sua prórpria marca de roupas, "ricori", com roupas por ela concebidas e produzidas. Ela afirmou que criar sua própria linha de roupas tinha sido um sonho dela mesmo antes de entrar na AKB48.